# Кембридж-Кемденское общество

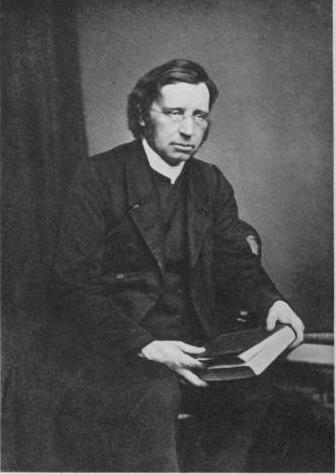
Один из основателей Общества Джон Мейсон Нил

Кембридж-Кемденское общество (англ. Cambridge Camden Society), после переезда в Лондон в 1845 году Экклезиологическое общество (англ. Ecclesiological Society) — английское общественное объединение, основанное в 1839 году студентами Кембриджа «для изучения готической архитектуры и церковных древностей». Название общества восходит к антикварию и историку XVI века Уильяму Кемдену. Деятельность Общества сводилась, главным образом, к выпуску ежемесячного журнала «Экклезиолог», консультациям для церковностроителей и пропаганде средневековой церковной архитектуры. Наибольшего влияния Общество достигло в середине 1840-х годов, когда в нём насчитывалось более 700 членов, среди которых были епископы Церкви Англии, деканы Кембриджского университета и члены парламента. Идеи и публикации Общества вызвали к жизни так называемое «экклезиологическое движение» (англ. ecclesiological movement) в строительстве и реставрации английских церквей в XIX веке.
За двадцать лет Общество оказало влияние на все стороны жизни англиканской церкви и заново разработало образ приходского церковного здания. Также оно начало серьёзные исследования средневековой церковной архитектуры и основало в некотором роде науку экклезиологию. Всё его действия вели к единственной цели: вернуть Церковь Англии к тому великолепию, которое было ей присуще в Средневековье. Наряду с эстетической аргументацией для возрождения готики разработана и теологическая. Кембридж-Кемденское общество стало чрезвычайно влиятельно в области архитектуры и духовной жизни потому, что предложило путь к преодолению трудностей и уродств XIX века посредством возрождения средневекового благочестия и красоты.
В 1879 году Общество восстановлено под названием «Экклезиологического общества святого Павла» и вернулось к прежнему названию «Экклезиологического общества» в 1937 году.

## Истоки

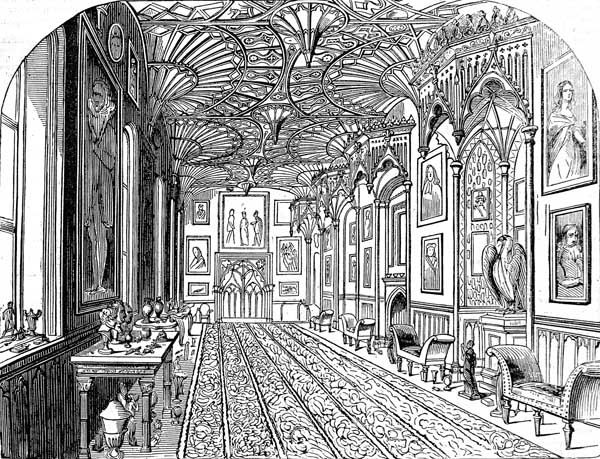
Галерея в Стробери-хилл, стиль готического возрождения

Экклезиологисты занялись сплавом архитектуры и богослужения, ассоциируя возрождение готики с реформистским движением внутри англиканской церкви. Архитектура неоготики, начавшись с поместья Стробери-хилл Горация Уолполя, интересовалась поначалу лишь живописным обликом Средневековья. При этом Средневековье прочно ассоциировалось с истовым благочестием, в то время как церковь Англии в начале XVIII века славилась коррупцией, и священники не пользовалась уважением прихожан.
В 1833 году Ньюмен положил начало Оксфордскому движению за обновление теологии, экклезиологии, таинств и обрядов церкви. Вслед за ним основатели Кембридж-Кемденского общества Джон Мейсон Нил, Александр Бересфорд Хоуп и Бенджамин Уэбб сочли, что церковная реформа в сочетании с сильным религиозным чувством, выраженным в готической архитектуре, вернёт Англию к средневековому благочестию, каковое немного наивное убеждение видно из одного из ранних писем: «Известно, что [средневековая] католическая мораль обусловила появление католической архитектуры. Не следует ли надеяться, что и обратно католическая архитектура выховет к жизни католическую мораль?» Экклезиологисты, судя по всему, искренне верили в то, что в средневековье «люди больше думали о духовном, чем о мирском» по сравнению с их современниками.

## Начало
Кембридж-Кемденское общество было основано в мае 1839 года как клуб для студентов Кембриджского университета, интересующихся готическими церквями. Прежде всего оно занялось сбором сведений о приходских церквях в самых богом забытых местечках. Книга «Несколько советов для изучающих церковные древности» (англ. A Few Hints on the Practical Study of Ecclesiological Antiquities) содержала «Бланк описания церкви», который стал для Общества постоянно обновляемым источником пополнения картотеки о средневековых церквях на Британских островах, в результате чего был получен огромный объём детальнейшей информации в описаниях и обмерах. В журнале «Экклезиолог» публиковались горячие споры о назначении агиоскопов и конструкции прибора под названием «Востоковед» (англ. Orientator), предназначенного для того, чтобы в точности определить ориентировку здания по сторонам света. Столь подробное изучение зданий было обусловлено всё тем же убеждением, что, детально воспроизведя Средневековье, можно вернуть его благочестие.

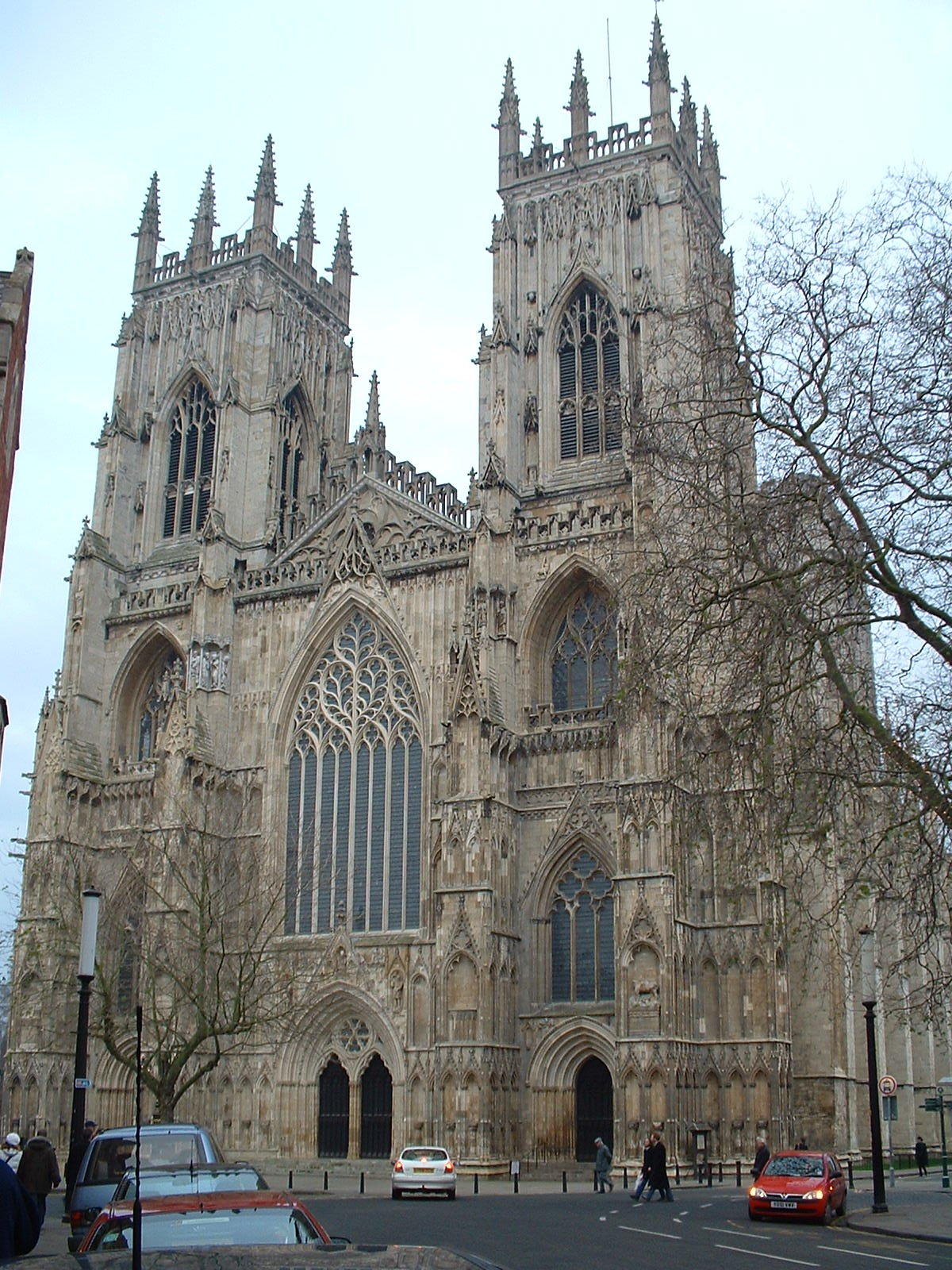
Образец декоративного стиля — западный фасад Йоркского собора

## «Несколько слов церковностроителям»
Опубликованный в 1841 году памфлет из 32 страниц с 22 страницами приложений под таким заглавием (англ. A Few Words to Church-builders) обобщал воззрения членов Общества. В первом издании для небольших церквей и часовен рекомендовался раннеанглийский готический стиль, а для крупных — украшенный (декоративный) и перпендикулярный, в 29-страничном третьем издании (1844) в рекомендованных остался лишь декоративный. Необходимыми считались неф и развитая алтарная часть длиной не меньше трети нефа. Рекомендовалось устраивать боковые нефы, потому что трёхнефная планировка символизирует троицу, но и однонефное здание допускалось по финансовым возможностям. Башню можно было устраивать где угодно, кроме как над алтарём, а можно было и не делать. Предпочтительный материал — камень, ни в коем случае не кирпич. Пол на хорах и в алтаре нужно поднимать на высоту двух ступеней от пола нефа и отделять преградой — радикальное новшество, памфлет особо отмечает, что ни в одной современной церкви преграды нет. Автор памфлета питает особую любовь к сиденьям для священнослужителей и шкафчикам для священных предметов. Купель следует размещать в нефе ближе к двери, для прихожан делать не закрытые, а открытые скамьи, на галереи никого не пускать.

## Журнал «Экклезиолог»
Рост известности Кембридж-Кемденского общества побуждал людей обращаться к нему за советами по реставрации ветхих церквей, и эти обращения встречались с большим энтузиазмом: общество фактически сменило профиль с исследовательской корпорации на бюро архитекторов-консультантов, печатным органом которого стал впервые вышедший в октябре 1841 года журнал «Экклезиолог» (англ. The Ecclesiologist), который из периодического отчёта Общества для сугубо внутреннего использования превратился в орган архитектурной критики. За два десятка лет он рассмотрел более тысячи церквей, не удерживаясь от того, чтобы устроить разнос зданию и архитектору за любое несоответствие «второму стрельчатому», то есть декоративному периоду английской готики.
Нередко отношение к архитектору обусловливалось его личными качествами и биографией в неменьшей степени, чем творчеством. Например, хотя вкусы Пьюджина были близки кемденцам, его ругали за католическое вероисповедание. Всеобщее признание вклада в христианское искусство пионера готического возрождения, автора базового труда по периодизации английской готики Томаса Рикмана вызывало их недоумение, потому что Рикман был квакером, и, следовательно, «вклад его невелик… и отмечен печатью вопиющего невежества». Редакция журнала изливала гнев на многих архитекторов, но столь же обильно хвалила тех, кого считала достойными. Похвалы удостоились Генри Карпентер за церковь святого Павла в Бристоле, Сэмюэл Докс за церковь святого Андрея на Уэлс-стрит в Лондоне. «Лучшим образцом современной церкви» признана в июле 1842 года церковь святого Андрея в Эксвике (Девоншир), авторства Джона Хейуорда.

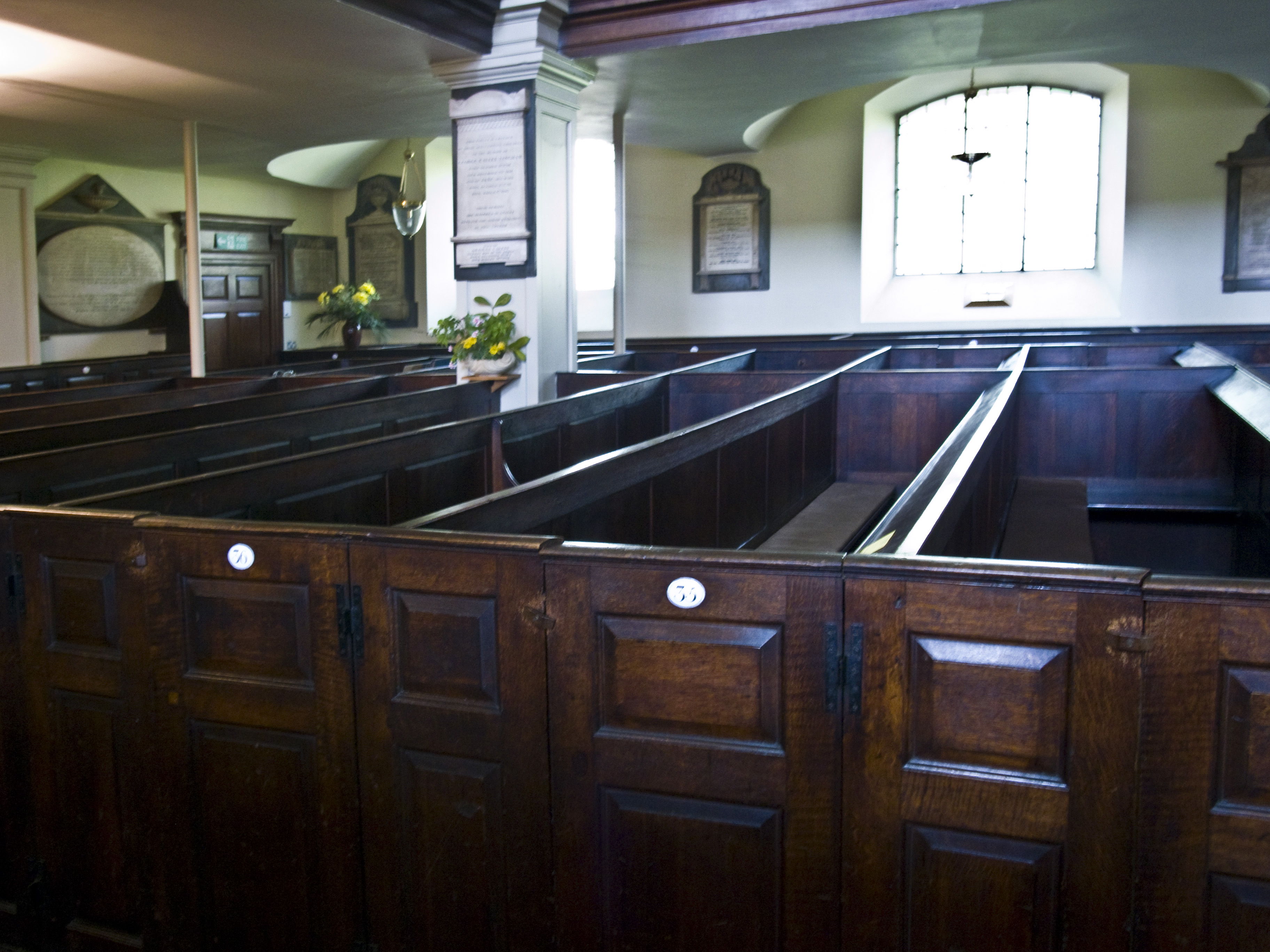
Запрещённые кемденцами закрытые скамьи

Любимцем общества был Уильям Баттерфилд, архитектор яростного религиозного чувства, которое не позволяло ему строить для католиков. Пошатнуть его положение не могло даже нарушение прямых запретов кемденцев, например, высшей похвалы он удостоился за кирпичную церковь Всех Святых на Маргарет-стрит в Лондоне.
«Экклезиолог» стал и проводником двух крупных изменений в сторону средневековизации, инициированных Обществом: ликвидации закрытых частных скамей, места в которых покупались, и восстановления обширных заалтарных половин храмов. Первое нововведение под знаком борьбы с мирским тщеславием, вторгшимся в церкви, прошло гладко. Со вторым поначалу пришлось трудно: с тех пор как монастыри были упразднены и клирики перестали строго отделяться от мирян, тратиться на длинные заалтарные части не имело практического смысла. Задачу решили церковные деятели из Лидса и Херефорда, предложившие использовать восточную половину для хора.

## Теология и ритуал
Членами Общества были написаны также книги, как например «Hierugia Anglicana», в которых показывалось, что средневековый католический богослужебный ритуал и после реформации сохранялся в церкви Англии.
В другой книге — «Символы в церквях и их украшениях» (англ. The Symbolism of Churches and Church Ornaments), известной под коротким именем «Дюран» по автору XIII века, чьими работами она была вдохновлена — Нил и Уэбб пытались доказать, что каждый архитектурный элемент средневековой церкви является религиозным символом. В книге также утверждалось, что церковный архитектор должен рассматривать свою профессию с религиозной точки зрения и приобрести привычку к возвышенному образу мышления, и выражался протест против делового характера современной авторам профессии архитектора.
Несмотря на исследовательский облик, эти работы несомненно должны были убедительно продвигать точку зрения Общества на религиозную философию и теологию.

## Оппоненты и критики
Доктрины Кембридж-Кемденского общества как в архитектуре, так и в теологии были достаточно суровы, чтобы оно приобрело сразу множество критиков.
В англиканской церкви отторжение вызывал «папистский» дух «Экклезиолога», а верных католиков вроде Пьюджина категорически не устраивал постулат о том, что Рим утратил благочестие. Близость к доктринам Оксфордского движения навлекла на кемденцев критику со стороны тех, что не принимал и оксфордцев. Общество, однако, поступало очень умно, заявляя полем своей деятельности только архитектуру и формально запретив в своих правилах теологические споры. В результате, несмотря на их влияние в области именно теологии, лидеров общества невозможно было обвинить во вмешательстве в дела церкви. Защита эта формально работала, хотя полностью замаскировать деятельность Общества, конечно, не могла.
У архитекторов отторжение вызывал полный запрет на свободу творчества. Самодурские выпады «Экклезиолога», вроде того, что «нет слабости в том, чтобы точно копировать признанное совершенство. Это скорее заявляет цель превзойти его в чём-то другом» не приносили ему друзей среди архитекторов.
При этом Общество ни разу не уступало в борьбе, кроме как в 1845 году, когда было вынуждено противниками Оксфордского движения покинуть Кембридж и переехать в Лондон. Победа его над архитекторами была столь полной, что самороспуск в 1868 году не вызывал никакого иного чувства, кроме ощущения завершённых трудов и достигнутых целей.

## Результаты деятельности

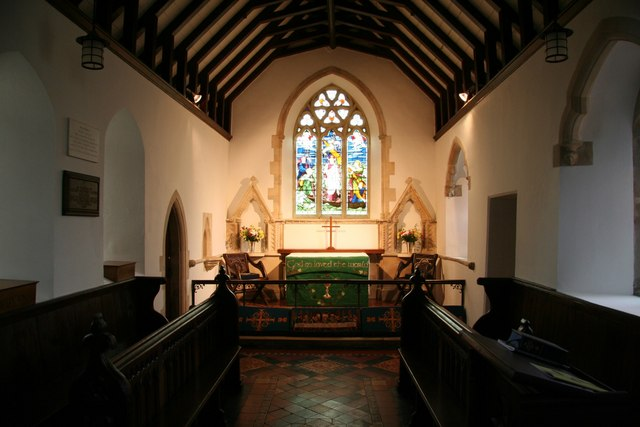
Типичный алтарь приходской церкви

В конце концов архитектурные достижения Кембридж-Кемденского общества были столь полны и бесспорны, что принимались за само собой разумеющееся. Историк Джеймс Ф. Уайт пишет: «даже церкви в современном стиле с небольшими исключениями все построены по плану, разработанному столетие назад Кембридж-Кемденским обществом. Он большинством считается „правильным“ для строительства церквей, и в тысячах приходов ритуал приведён в соответствие с этим планом зданий». Платные закрытые скамьи исчезли полностью, а развитые заалтарные части стали нормой с 1860-х годов.
Аргументация о возвращении к средневековому ритуалу, хотя и не была столь успешна в Церкви Англии, но всё же обратила внимание на разложение в рядах церкви и необходимость реформ.
Общество повлияло также на церковное пение: Нил опубликовал сборник «Hymnal Noted» и более чем сотни религиозных гимнов. Знаменитый рождественский гимн «Приди, приди, Эммануэль!» переведён Нилом с латинского оригинала XII века.
Казалось, что общество кембриджских студентов, не получивших даже степени бакалавра, едва ли будет способно переменить самые основы церковного строительства и богослужения, но кемденцы этого, пожалуй, достигли. Выросшие из романтических представлений о Средневековье, они с помощью Оксфордского движения пытались вернуть Англию в это романтизированное прошлое, в результате открыв заново красоту готической архитектуры и укрепив пошатнувшуюся английскую церковь.
Последний номер «Экклезиолога» в 1868 году не без оснований писал: «мы испытываем удовлетворение воинов, которые возвращаются с победой».

## Публикации Общества
- The Ecclesiologist (1841—1869)
- A Few Words to Churchwardens on Churches and Church Ornamentation (1842)
- A Few Words to Church-builders
- Twenty-three Reasons for Getting Rid of Church Pues